# Born to Fight - Nati per combattere
Born to Fight - Nati per combattere (Kerd Ma Lui) è un film del 2004 diretto Panna Rittikrai.

## Trama
Daew è un giovane poliziotto che ha perso il suo collega durante l'arresto del pericoloso trafficante d'armi Yang. Assieme alla sorella, si reca in un villaggio per dare aiuti agli abitanti. Il luogo viene però assediato dagli uomini di Yang, che prendono in ostaggio i civili per ottenere la liberazione del malvivente